# 라트비아인
라트비아인(라트비아어: latvieši, 리보니아어: leţlizt)들은 라트비아어를 모국어로 사용하는 라트비아의 주요 민족을 말하거나, 라트비아의 국민(시민권자)를 말한다. 보통은 라트비아 민족을 가리키는 표현으로 사용된다.
라트비아인은 발트족에 속하고 레트족이라고도 한다. 인구는 155만 명이다. 슬라브 민족과 가깝고 라트비아어를 쓴다. 대부분이 러시아 제국과 소련 시절의 영향으로 러시아어를 할 줄 안다.

## 역사
13세기에 라트비아인들은 독일의 지배를 받다가, 그 다음에는 스웨덴의 지배를 받았다. 1795년에 라트비아인 거주지는 러시아 제국에 합병되었다.

## 문화
종교적으로는 개신교가 다수이나, 라트갈레인이라고 해서 가톨릭교를 믿는 라트비아인도 존재한다.

## 거주국가
라트비아, 리투아니아, 에스토니아, 스웨덴, 영국, 독일, 미국, 캐나다, 러시아, 우크라이나, 벨라루스, 남아메리카, 카자흐스탄에 거주한다.

## 같이 보기
- 라트비아의 인구
- 라트비아 신화